# TEE Bavaria
Pour les articles homonymes, voir Bavaria.
Le Bavaria était un train reliant Munich à Zurich. Il tient son nom du nom latin de la Bavière 

## Histoire

### La catastrophe d'Aitrang
Le TEE Bavaria est victime d'un grave accident le 9 février 1971 à Aitrang près de Kempten im Allgäu. Lancé à 132 km/h, le RAm TEEI 501 des CFF aborde, voiture-pilote en tête, une courbe en "S" limitée à 80 km/h et se couche en travers de la double voie. Un autorail Schienenbus qui arrive en sens inverse ne peut freiner à temps et percute le train accidenté. Le bilan humain est très lourd : 28 morts, dont les deux conducteurs, ainsi que l'acteur et réalisateur allemand Leonard Steckel (de), et 42 blessés graves. Le nombre élevé de victimes (26 dans le TEE, deux dans le Schienenbus) s'explique par le fait que les fenêtres de la rame ne sont pas en verre feuilleté, et que le mobilier de la voiture-restaurant n'est pas solidement ancré au sol. La raison de la vitesse excessive ne peut être déterminée avec certitude, mais un défaut du système de frein Oerlikon reste une thèse privilégiée.
Les trois voitures sont dépecées sur place. Le 27 juillet suivant, la décision est prise d'envoyer à la  ferraille la motrice qui a été acheminée aux ateliers de Tilburg. Le RAm TEEI 501 a effectué 2 921 900 km durant ses quatorze ans de carrière.

## Parcours et arrêts
Horaires du Bavaria au service d'hiver 1971/72
| TEE 66 | Gare              | Pays      | km  | TEE 67 |
| ------ | ----------------- | --------- | --- | ------ |
| 17:46  | München Hbf       | Allemagne | 0   | 12:28  |
| 19:01  | Kempten im Allgäu | Allemagne | 131 | 11:12  |
| 20:02  | Lindau            | Allemagne | 221 | 10:09  |
| 20:10  | Bregenz           | Autriche  | 231 | 10:00  |
| 20:25  | St. Margrethen    | Suisse    | 245 | 09:45  |
| 20:51  | St. Gallen        | Suisse    | 272 | 09:20  |
| 21:30  | Winterthur        | Suisse    | 329 | 08:41  |
| 21:52  | Zürich HB         | Suisse    | 355 | 08:20  |

## Matériel roulant

### RAm TEEI
Du 28 septembre 1969 au 15 février 1971 : RAm TEEI, sans distinction CFF ou NS.
| Rm | A | WR | At |

| Munich↔Zurich | Munich↔Zurich | Munich↔Zurich | Munich↔Zurich |

### Rametractée
- Du 16 février 1971 au 22 mai 1971 : à la suite de l'accident du RAm TEEI, la Deutsche Bundesbahn met à disposition une rame tractée composée de voitures TEE : 1 Apmz (1e classe à couloir central) ; 1 ARDmz (voiture-bar avec compartiment fourgon) ; 1 Avmz (1e classe à couloir latéral). Traction assurée par :
  - DB série 218 en Allemagne ;
  - Re 4/4II « Lindau-Lok » n° 11196 à 11201 entre Lindau, à travers l'autrichienne et la Suisse.

| BR 218 | Avmz111 DB | ARDmz106 DB | Apmz121 DB |

| Munich↔Lindau | Munich↔Zurich | Munich↔Zurich | Munich↔Zurich |

| Re 4/4II | Apmz121 DB | ARDmz106 DB | Avmz111 DB |

| Lindau↔Zurich | Munich↔Zurich | Munich↔Zurich | Munich↔Zurich |

- Du 23 mai 1971 au 30 septembre 1972 : la voiture-bar était nécessaire ailleurs pour la DB, les CFF incorporèrent alors une voiture-restaurant WRm du type UIC-X immatriculée 51 85 88-30, construite en 1967 par Donauwörth. Cette voiture avait conservé sa couleur bordeaux d'origine. Pour la traction du train sur parcours suisse, les CFF avaient adapté deux Re 4/4I avec la livrée TEE et une palette large de 1 950 mm pour la caténaire autrichienne.

| BR 218 | Avmz111 DB | WRm X CFF | Apmz121 DB |

| Munich↔Lindau | Munich↔Zurich | Munich↔Zurich | Munich↔Zurich |

| Re 4/4I | Apmz121 DB | WRm X CFF | Avmz111 DB |

| Lindau↔Zurich | Munich↔Zurich | Munich↔Zurich | Munich↔Zurich |

- Du 1er octobre 1972 au 21 mai 1977 : avec ses 2x2 sièges de front, la WRm UIC-X des CFF ne répondait pas aux critères TEE. La première des dix voitures de la série reçut alors un aménagement spécifique avec sièges disposés en 2+1, et repeinte en livrée TEE bordeaux/crème.

| BR 218 | Avmz111 DB | Apmz121 DB | WRm X CFF |

| Munich↔Lindau | Munich↔Zurich | Munich↔Zurich | Munich↔Zurich |

| Re 4/4I | WRm X CFF | Apmz121 DB | Avmz111 DB |

| Lindau↔Zurich | Munich↔Zurich | Munich↔Zurich | Munich↔Zurich |